# Hamadryas obnubila
Hamadryas obnubila är en fjärilsart som beskrevs av Hans Fruhstorfer 1916. Hamadryas obnubila ingår i släktet Hamadryas och familjen praktfjärilar. Inga underarter finns listade i Catalogue of Life.